# Аматорський чемпіонат Франції з футболу (1935—1971)
Аматорський чемпіонат Франції (фр. Championnat de France amateurs), або Виклик Жуля Ріме (фр. Challenge Jules‒Rimet) — аматорський футбольний чемпіонат, що був заснований 1935 року паралельно із вже існуючим професіональним чемпіонатом Франції і проводився аж до 1971 року, ніяк між собою не перетинаючись.

## Історія
Після введення у Франції на початку 1930-х років професіоналізму і появи першого професіонального чемпіонату Франції, в країні з'явилось розуміння необхідності проведення національних змагань і для аматорських колективів, яких на той час було набагато більше. Аматорський чемпіонат було створено 1935 року і він на першому етапі (до 1948 року) повторював формат колишнього чемпіонату Франції, що існував із 1927 по 1929 рік — у турнірі брали переможці регіональних чемпіонатів і першим чемпіоном став «Реймс», переможець ліги Шампань-Арденни. 
1948 року чемпіонат було реорганізовано у Національний дивізіон, який було розширено до 48 клубів, розділених на чотири географічні групи. Тепер команди не боролись щорічно за вихід у аматорський чемпіонат Франції через регіональні турніри, а виступали тут на постійній основі. Таким чином Національний дивізіон став першим аматорським рівнем, вище регіональних ліг. Наприкінці сезону переможці кожної групи змагались за титул у фінальному раунді, в той час як найгірші команди в кожній групі вилітали до регіональних ліг. Хоча у професіональному чемпіонаті на той час існувало два дивізіони, аматорський чемпіонат не був третім рівнем і проводився відокремлено, тому чемпіони не могли автоматично потрапити до професіональних ліг.
Лише 1971 року Федерація футболу Франції вирішила поєднати професіональний і аматорський чемпіонат, в результаті чого аматорський чемпіонат став третім дивізіоном у системі футбольних ліг Франції, переможці якого отримували шанс вийти до професіонального Дивізіону 2.

## Переможці за роками
| Сезон     | Чемпіон              |
| --------- | -------------------- |
| 1935      | Реймс                |
| 1936      | Валантіньє           |
| 1937      | Бордо                |
| 1938      | Бетюн                |
| 1939      | Реймс Б              |
| 1940—1942 | Турнір не проводився |
| 1943      | Анже                 |
| 1944      | Бордо (2)            |
| 1945      | Турнір не проводився |
| 1946      | Ошель                |
| 1947      | Геньон               |

| Сезон | Чемпіон          |
| ----- | ---------------- |
| 1948  | Реймс Б (3)      |
| 1949  | Бетюн (2)        |
| 1950  | Єр               |
| 1951  | Седан            |
| 1952  | Геньон (2)       |
| 1953  | Бордо Б (3)      |
| 1954  | Кевії            |
| 1955  | Кевії (2)        |
| 1956  | Сент-Етьєн Б     |
| 1957  | Мобеж            |
| 1958  | Кевії (3)        |
| 1959  | Сент-Етьєн Б (2) |

| Сезон | Чемпіон      |
| ----- | ------------ |
| 1960  | Ансі         |
| 1961  | Монако Б     |
| 1962  | Шамбері      |
| 1963  | Газелек      |
| 1964  | Монако Б (2) |
| 1965  | Газелек (2)  |
| 1966  | Газелек (3)  |
| 1967  | Кевії (4)    |
| 1968  | Газелек (4)  |
| 1969  | Вобан        |
| 1970  | Вобан        |
| 1971  | Нант Б       |